# Équipe du Mali masculine de basket-ball
Cet article traite de l'équipe masculine. Pour l'équipe féminine, voir Équipe du Mali féminine de basket-ball.
Maillots
Actualités
L'équipe du Mali de basket-ball est la sélection des meilleurs joueurs maliens. Elle est placée sous l'égide de la Fédération malienne de basket-ball. L'équipe nationale de basket malienne est considérée comme un des meilleurs pays dans ce sport en Afrique de l'Ouest et participe très fréquemment à la coupe d'Afrique. 

## Histoire
Le basket occupe une place prépondérante dans la vie sportive de la société malienne, avant le volley et le handball. La scène sportive est, comme presque partout en Afrique, dominée par le football quand-même.
Comme son grand frère du football, l'équipe nationale malienne de basket-ball est aussi surnommée les aigles du Mali.

## Parcours aux Jeux olympiques
Aucune participation.

## Parcours aux Championnats du Monde
Aucune participation.

## Parcours aux Championnats d'Afrique des Nations
- 1962 : -
- 1964 : 6e
- 1965 : -
- 1968 : 4e
- 1970 : -
- 1972 :  3e
- 1974 : 7e
- 1975 : -
- 1978 : -
- 1980 : -
- 1981 : -
- 1983 : -
- 1985 : -
- 1987 : 4e
- 1989 : 4e
- 1992 : 4e
- 1993 : 7e
- 1995 : 5e
- 1997 : 6e
- 1999 : 4e
- 2001 : 11e
- 2003 : -
- 2005 : 8e
- 2007 : 11e
- 2009 : 8e
- 2011 : 9e
- 2013 : 15e
- 2015 : 7e
- 2017 : 9e

## Effectif lors de la CAN 2015
Légende : C (pivot), PF (ailier fort), SF (ailier faible), SG (arrière shooter), PG (meneur)

## Joueurs célèbres
- Bassény Touré (1987-1990)[2]
- Soumaila Samake
- Modibo Niakaté
- Sambou Traoré
- Amara Sy

## Sélectionneurs successifs
- - 2003:       Alkaya Touré
- 2009 - 2011:  Hugues Occansey
- 2013 - 2015:  José Ruiz
- 2015 - 2018:  Sylvain Lautié
- Depuis 2018: Rémi Giuitta